# فيلهيلمين كارولين أميرة الدنمارك
فيلهيلمين كارولين أميرة الدنمارك (بالدنماركية: Vilhelmine Caroline af Danmark)‏ (10 يوليو 1747 - 14 يناير 1820)؛ كانت ناخبة هسن القرينة بزواجها من فيلهلم الأول، وهي ابنة فريدريك الخامس ملك الدنمارك وزوجته لويزا من بريطانيا العظمى.